# Ekstraklasa w piłce nożnej (2024/2025)/Wyniki spotkań wiosna

## Zestawienie wszystkich rozegranych meczów
Kliknięcie na wynik powoduje przejście do opisu danego spotkania.
| Gospodarz \ Gość      | CRA | KAT | GZA | JAG | KOR | LPO | LGD | LEG | MOT | PIA | POG | PNI | RAD | RAK | SMI | ŚLĄ | WID | ZLU |
| --------------------- | --- | --- | --- | --- | --- | --- | --- | --- | --- | --- | --- | --- | --- | --- | --- | --- | --- | --- |
| Cracovia              |     | 3–4 | 3–2 | 2–2 | 1–1 | 0–2 | 0–2 | 3–1 | 6–2 | 1–1 | 2–1 | 3–1 | 1–2 | 0–0 | 1–1 | 2–4 | 1–3 | 1–1 |
| GKS Katowice          | 2–1 |     | 1–2 | 3–1 | 1–2 | 2–2 | 2–0 | 1–3 | 0–0 | 0–0 | 3–1 | 3–1 | 1–2 | 0–1 | 1–0 | 0–0 | 2–2 | 1–0 |
| Górnik Zabrze         | 0–1 | 3–0 |     | 0–2 | 1–1 | 2–1 | 2–3 | 1–2 | 4–0 | 1–0 | 1–0 | 1–1 | 3–2 | 0–0 | 3–1 | 2–0 | 0–0 | 0–1 |
| Jagiellonia Białystok | 2–4 | 1–0 | 1–1 |     | 3–1 | 2–1 | 3–2 | 1–1 | 3–0 | 1–1 | 1–1 | 2–0 | 5–0 | 2–2 | 2–0 | 2–2 | 1–0 | 1–3 |
| Korona Kielce         | 0–2 | 2–1 | 2–4 | 3–1 |     | 2–3 | 0–0 | 0–1 | 1–0 | 0–2 | 0–0 | 2–1 | 1–3 | 1–1 | 2–1 | 2–0 | 2–1 | 2–0 |
| Lech Poznań           | 2–1 | 2–0 | 2–0 | 5–0 | 2–0 |     | 3–1 | 5–2 | 1–2 | 1–0 | 2–0 | 8–1 | 2–1 | 0–1 | 3–1 | 1–0 | 4–1 | 3–1 |
| Lechia Gdańsk         | 1–2 | 2–3 | 1–2 | 1–0 | 3–2 | 1–0 |     | 0–2 | 0–2 | 3–1 | 0–3 | 0–2 | 1–0 | 1–2 | 3–2 | 1–0 | 1–1 | 1–1 |
| Legia Warszawa        | 3–2 | 4–1 | 1–1 | 0–1 | 1–1 | 0–1 | 2–1 |     | 5–2 | 1–2 | 0–0 | 2–0 | 4–1 | 0–1 | 2–2 | 3–1 | 2–1 | 2–0 |
| Motor Lublin          | 0–1 | 3–2 | 1–0 | 0–2 | 1–1 | 1–2 | 1–1 | 3–3 |     | 1–4 | 4–2 | 0–0 | 1–0 | 0–2 | 4–1 | 2–1 | 3–4 | 1–0 |
| Piast Gliwice         | 0–0 | 2–2 | 2–0 | 0–1 | 1–1 | 0–0 | 3–3 | 1–0 | 2–3 |     | 2–1 | 1–1 | 0–0 | 0–3 | 2–2 | 2–0 | 0–2 | 1–0 |
| Pogoń Szczecin        | 5–2 | 4–0 | 3–0 | 1–1 | 3–0 | 0–3 | 3–3 | 1–0 | 3–0 | 1–0 |     | 2–1 | 0–1 | 1–0 | 1–0 | 5–3 | 2–0 | 1–0 |
| Puszcza Niepołomice   | 1–2 | 0–6 | 2–2 | 1–1 | 0–0 | 2–0 | 4–1 | 2–2 | 0–1 | 2–1 | 4–5 |     | 2–2 | 1–1 | 2–3 | 1–1 | 2–0 | 1–2 |
| Radomiak Radom        | 2–1 | 1–1 | 1–2 | 2–3 | 4–0 | 2–2 | 2–1 | 3–1 | 2–3 | 1–1 | 2–0 | 2–0 |     | 0–2 | 1–2 | 1–1 | 1–1 | 0–1 |
| Raków Częstochowa     | 0–1 | 1–2 | 1–0 | 1–2 | 1–1 | 0–0 | 3–1 | 3–2 | 2–2 | 0–1 | 1–0 | 2–0 | 2–1 |     | 1–0 | 3–0 | 2–1 | 5–1 |
| Stal Mielec           | 1–1 | 0–1 | 0–0 | 2–1 | 0–1 | 0–2 | 2–1 | 2–2 | 1–0 | 2–0 | 1–2 | 2–0 | 2–2 | 0–2 |     | 1–4 | 1–1 | 2–2 |
| Śląsk Wrocław         | 2–4 | 0–2 | 0–1 | 1–1 | 1–1 | 3–1 | 1–1 | 1–1 | 1–1 | 1–3 | 1–1 | 0–1 | 1–2 | 0–0 | 2–1 |     | 3–0 | 3–1 |
| Widzew Łódź           | 1–1 | 1–0 | 0–2 | 0–1 | 0–1 | 2–1 | 2–0 | 0–2 | 1–2 | 1–0 | 0–4 | 2–0 | 3–2 | 2–3 | 2–1 | 0–0 |     | 2–0 |
| Zagłębie Lubin        | 1–2 | 1–0 | 2–1 | 1–3 | 1–1 | 0–1 | 1–3 | 0–3 | 1–2 | 0–1 | 2–2 | 1–0 | 1–0 | 0–2 | 2–2 | 3–0 | 2–1 |     |

## Wiosna (31 stycznia – 25 maja)
Źródło :

### 19. kolejka (31 stycznia – 3 lutego)
| 131 stycznia 2025     | GKS Katowice          | 1:0   | Stal Mielec |                                                                               |
| 18:00 CET (UTC+01:00) | Wasielewski 62'       | (0:0) |             | Stadion GKS Katowice, Katowice Widzów: 7067 Sędzia: Sebastian Krasny (Kraków) |
| 18:00 CET (UTC+01:00) | Kuusk 74' · Komor 89' | (0:0) | 29' Dadok   | Stadion GKS Katowice, Katowice Widzów: 7067 Sędzia: Sebastian Krasny (Kraków) |

| 231 stycznia 2025     | Lech Poznań                      | 4:1   | Widzew Łódź   |                                                                     |
| 20:30 CET (UTC+01:00) | Sousa 5', 50' · Ishak 45+5', 80' | (2:0) | 52' Kozlovský | Stadion Poznań, Poznań Widzów: 30 542 Sędzia: Karol Arys (Szczecin) |
| 20:30 CET (UTC+01:00) | 45+12' Sypek                     | (2:0) |               | Stadion Poznań, Poznań Widzów: 30 542 Sędzia: Karol Arys (Szczecin) |

| 31 lutego 2025        | Motor Lublin                  | 1:1   | Lechia Gdańsk    |                                                                 |
| 14:45 CET (UTC+01:00) | Wolski 78'                    | (0:0) | 86' (k) Mena     | Arena Lublin, Lublin Widzów: 13 161 Sędzia: Piotr Lasyk (Bytom) |
| 14:45 CET (UTC+01:00) | Łabojko 23' · Luberecki 90+9' | (0:0) | 90+6' Sezonienko | Arena Lublin, Lublin Widzów: 13 161 Sędzia: Piotr Lasyk (Bytom) |

| 41 lutego 2025        | Cracovia                                  | 0:0   | Raków Częstochowa |                                                                                                  |
| 17:30 CET (UTC+01:00) |                                           | (0:0) |                   | Stadion Cracovii im. Józefa Piłsudskiego, Kraków Widzów: 12 704 Sędzia: Łukasz Kuźma (Białystok) |
| 17:30 CET (UTC+01:00) | 84' Brunes · 90+5' Berggren · 90+5' Tudor | (0:0) |                   | Stadion Cracovii im. Józefa Piłsudskiego, Kraków Widzów: 12 704 Sędzia: Łukasz Kuźma (Białystok) |

| 51 lutego 2025        | Pogoń Szczecin                                        | 1:0   | Zagłębie Lubin                  |                                                                                            |
| 20:15 CET (UTC+01:00) | Grosicki 73'                                          | (0:0) |                                 | Stadion Miejski im. Floriana Krygiera, Szczecin Widzów: 11 910 Sędzia: Damian Kos (Gdańsk) |
| 20:15 CET (UTC+01:00) | Gamboa 52' · Paryzek 63' · Lončar 70' · Przyborek 70' | (0:0) | 70' Kurminowski · 77' Dąbrowski | Stadion Miejski im. Floriana Krygiera, Szczecin Widzów: 11 910 Sędzia: Damian Kos (Gdańsk) |

| 62 lutego 2025        | Górnik Zabrze | 1:1   | Puszcza Niepołomice |                                                                             |
| 12:15 CET (UTC+01:00) | Zahovič 37'   | (1:0) | 86' Stępień         | Stadion im. Ernesta Pohla, Zabrze Widzów: 14 836 Sędzia: Paweł Malec (Łódź) |
| 12:15 CET (UTC+01:00) | Josema 90'    | (1:0) | 89' Barkouski       | Stadion im. Ernesta Pohla, Zabrze Widzów: 14 836 Sędzia: Paweł Malec (Łódź) |

| 72 lutego 2025        | Jagiellonia Białystok                      | 5:0   | Radomiak Radom |                                                                            |
| 14:45 CET (UTC+01:00) | Villar 4' · Pululu 7', 33' · Imaz 10', 45' | (5:0) |                | Stadion Miejski, Białystok Widzów: 16 107 Sędzia: Szymon Marciniak (Płock) |
| 14:45 CET (UTC+01:00) | Skrzypczak 63'                             | (5:0) | 41' Ouattara   | Stadion Miejski, Białystok Widzów: 16 107 Sędzia: Szymon Marciniak (Płock) |

| 82 lutego 2025        | Legia Warszawa                             | 1:1   | Korona Kielce | |
| 17:30 CET (UTC+01:00) | Kapuadi 40'                                | (1:1) | 22' Dalmau    | Stadion Miejski Legii Warszawa im. Marszałka Józefa Piłsudskiego, Warszawa Widzów: 24 169 Sędzia: Jarosław Przybył (Kluczbork) |
| 17:30 CET (UTC+01:00) | Morishita 23' · Oyedele 89' · Elitim 90+1' | (1:1) | 90' Godinho   | Stadion Miejski Legii Warszawa im. Marszałka Józefa Piłsudskiego, Warszawa Widzów: 24 169 Sędzia: Jarosław Przybył (Kluczbork) |

| 93 lutego 2025        | Śląsk Wrocław    | 1:3   | Piast Gliwice                                    |                                                                             |
| 19:00 CET (UTC+01:00) | Świerczok 44'    | (1:2) | 14' Félix · 25' (sam.) Macenko · 85' Katsantonis | Tarczyński Arena, Wrocław Widzów: 9744 Sędzia: Daniel Stefański (Bydgoszcz) |
| 19:00 CET (UTC+01:00) | Gerstenstein 54' | (1:2) |                                                  | Tarczyński Arena, Wrocław Widzów: 9744 Sędzia: Daniel Stefański (Bydgoszcz) |

### 20. kolejka (7 – 10 lutego)
| 17 lutego 2025 | Stal Mielec                 | 2:1   | Jagiellonia Białystok         | |
| 18:00          | Dadok 22' · Wlazło 29' (k.) | (2:1) | 14' Pululu                    | Stadion Miejskiego Ośrodka Sportu i Rekreacji w Mielcu, Mielec Widzów: 5039 Sędzia: Marcin Szczerbowicz (Olsztyn) |
| 18:00          | Getinger 89' · Wlazło 90'   | (2:1) | 55' Stojinović · 75' Moutinho | Stadion Miejskiego Ośrodka Sportu i Rekreacji w Mielcu, Mielec Widzów: 5039 Sędzia: Marcin Szczerbowicz (Olsztyn) |

| 27 lutego 2025 | Pogoń Szczecin                                                      | 3:0   | Górnik Zabrze | |
| 20:30          | Ulvestad 8' · Grosicki 48', 61'                                     | (1:0) |               | Stadion Miejski im. Floriana Krygiera, Szczecin Widzów: 13 245 Sędzia: Damian Sylwestrzak (Wrocław) |
| 20:30          | Wahlqvist 39' · Ulvestad 67' · Lončar 79' · Olaf Korczakowski 90+2' | (1:0) | 33' Janža     | Stadion Miejski im. Floriana Krygiera, Szczecin Widzów: 13 245 Sędzia: Damian Sylwestrzak (Wrocław) |

| 38 lutego 2025 | Radomiak Radom                        | 1:1   | Śląsk Wrocław                                       |                                                                             |
| 14:45          | Kaput 90+4'                           | (0:1) | 10' (k.) Schwarz                                    | Stadion im. Braci Czachorów, Radom Widzów: 6262 Sędzia: Piotr Lasyk (Bytom) |
| 14:45          | Henrique 8' · Wolski 42' · Kingue 54' | (0:1) | 28' Pokorný · 68' Llinares · 74' Szota · 82' Jasper | Stadion im. Braci Czachorów, Radom Widzów: 6262 Sędzia: Piotr Lasyk (Bytom) |

| 48 lutego 2025 | Raków Częstochowa | 1:2   | GKS Katowice                | |
| 17:30          | López 54'         | (0:1) | 19' Bergier · 65' Kowalczyk | Miejski Stadion Piłkarski Raków w Częstochowie, Częstochowa Widzów: 5500 Sędzia: Wojciech Myć (Lublin) |
| 17:30          | Plavšić 60'       | (0:1) | 48' Kowalczyk · 90+5' Repka | Miejski Stadion Piłkarski Raków w Częstochowie, Częstochowa Widzów: 5500 Sędzia: Wojciech Myć (Lublin) |

| 58 lutego 2025 | Piast Gliwice                                  | 1:0   | Legia Warszawa                                 |                                                                        |
| 20:15          | Félix 40'                                      | (1:0) |                                                | Stadion Miejski, Gliwice Widzów: 8304 Sędzia: Szymon Marciniak (Płock) |
| 20:15          | Katsantonis 47' · Kostadinow 63' · Dziczek 73' | (1:0) | 90' Ziółkowski · 90+4' Kapuadi · 90+5' Oyedele | Stadion Miejski, Gliwice Widzów: 8304 Sędzia: Szymon Marciniak (Płock) |

| 69 lutego 2025 | Korona Kielce                                   | 1:0   | Motor Lublin            |                                                                        |
| 12:15          | Nuno 78' (k.)                                   | (0:0) |                         | Exbud Arena, Kielce Widzów: 9544 Sędzia: Tomasz Kwiatkowski (Warszawa) |
| 12:15          | Dalmau 36' · Smolarczyk 56' · Rafał Mamla 90+6' | (0:0) | 51' Najemski · 79' Rosa | Exbud Arena, Kielce Widzów: 9544 Sędzia: Tomasz Kwiatkowski (Warszawa) |

| 79 lutego 2025 | Widzew Łódź         | 1:1   | Cracovia                        |                                                                                |
| 14:45          | Ólafsson 15' (sam.) | (1:1) | 18' (k.) Källman                | Stadion Widzewa Łódź, Łódź Widzów: 17 337 Sędzia: Daniel Stefański (Bydgoszcz) |
| 14:45          | Silva 24'           | (1:1) | 88' Maigaard · 90+3' Śmiglewski | Stadion Widzewa Łódź, Łódź Widzów: 17 337 Sędzia: Daniel Stefański (Bydgoszcz) |

| 89 lutego 2025 | Lechia Gdańsk                          | 1:0   | Lech Poznań                                                |                                                                                  |
| 17:30          | Bobček 44'                             | (1:0) |                                                            | Polsat Plus Arena Gdańsk, Gdańsk Widzów: 13 869 Sędzia: Łukasz Kuźma (Białystok) |
| 17:30          | Bobček 50' · Carenko 65' · Wjunnyk 67' | (1:0) | 2', 14' Douglas · 40' Periera · 60' Salamon · 84' Murawski | Polsat Plus Arena Gdańsk, Gdańsk Widzów: 13 869 Sędzia: Łukasz Kuźma (Białystok) |

| 910 lutego 2025 | Puszcza Niepołomice         | 1:2   | Zagłębie Lubin           |                                                                                                  |
| 19:00           | Kosidis 45'                 | (1:0) | 47', 56' Kurminowski     | Stadion Cracovii im. Józefa Piłsudskiego, Kraków Widzów: 1395 Sędzia: Patryk Gryckiewicz (Toruń) |
| 19:00           | Barkouski 55' · Radecki 90' | (1:0) | 33' Jach · 90' Dąbrowski | Stadion Cracovii im. Józefa Piłsudskiego, Kraków Widzów: 1395 Sędzia: Patryk Gryckiewicz (Toruń) |

### 21. kolejka (14 – 17 lutego)
| 114 lutego 2025 | Cracovia                       | 1:1   | Korona Kielce                                                          |                                                                                           |
| 18:00           | Sokołowski 90+1'               | (0:1) | 32' (sam.) Ghiță                                                       | Stadion Cracovii im. Józefa Piłsudskiego, Kraków Widzów: 7719 Sędzia: Damian Kos (Gdańsk) |
| 18:00           | Al-Ammari 27' · Sokołowski 56' | (0:1) | 18' Nono · 38', 48' Miłosz Strzeboński · 48' Fornalczyk · 74' Kamiński | Stadion Cracovii im. Józefa Piłsudskiego, Kraków Widzów: 7719 Sędzia: Damian Kos (Gdańsk) |

| 214 lutego 2025 | Lech Poznań  | 0:1   | Raków Częstochowa       |                                                                        |
| 20:30           |              | (0:1) | 45+1' Swarnas           | Stadion Poznań, Poznań Widzów: 28 247 Sędzia: Szymon Marciniak (Płock) |
| 20:30           | Murawski 63' | (0:1) | 47' Swarnas · 84' Tudor | Stadion Poznań, Poznań Widzów: 28 247 Sędzia: Szymon Marciniak (Płock) |

| 315 lutego 2025 | Śląsk Wrocław                                     | 3:0   | Widzew Łódź                                            |                                                                        |
| 14:45           | Samiec-Talar 4' · Silva 59' (sam.) · Żukowski 77' | (1:0) |                                                        | Tarczyński Arena, Wrocław Widzów: 13 096 Sędzia: Karol Arys (Szczecin) |
| 14:45           | Paluszek 32' · Băluță 81'                         | (1:0) | 34' Sobol · 48', 63' Paweł Kwiatkowski · 69' Kozlovský | Tarczyński Arena, Wrocław Widzów: 13 096 Sędzia: Karol Arys (Szczecin) |

| 415 lutego 2025 | Górnik Zabrze                 | 3:2   | Radomiak Radom                  |                                                                                       |
| 17:30           | Josema 4', 39' · Podolski 71' | (2:2) | 21' (k) Barbosa · 45+2' Grzesik | Stadion im. Ernesta Pohla, Zabrze Widzów: 10 833 Sędzia: Jarosław Przybył (Kluczbork) |
| 17:30           | Podolski 38' · Josema 90+2'   | (2:2) | 33' Wolski · 59' Kikolski       | Stadion im. Ernesta Pohla, Zabrze Widzów: 10 833 Sędzia: Jarosław Przybył (Kluczbork) |

| 515 lutego 2025 | Legia Warszawa             | 2:0   | Puszcza Niepołomice                   | |
| 20:15           | Kapustka 15' · Kapuadi 35' | (2:0) |                                       | Stadion Miejski Legii Warszawa im. Marszałka Józefa Piłsudskiego, Warszawa Widzów: 18 406 Sędzia: Wojciech Myć (Lublin) |
| 20:15           | Wszołek 86'                | (2:0) | 34' Stępień · 86' Kosidis · 87' Żukow | Stadion Miejski Legii Warszawa im. Marszałka Józefa Piłsudskiego, Warszawa Widzów: 18 406 Sędzia: Wojciech Myć (Lublin) |

| 616 lutego 2025 | Stal Mielec  | 1:2   | Pogoń Szczecin                              | |
| 12:15           | Matras 89'   | (0:0) | 54' Kuluris · 65' Przyborek                 | Stadion Miejskiego Ośrodka Sportu i Rekreacji w Mielcu, Mielec Widzów: 4239 Sędzia: Sebastian Krasny (Kraków) |
| 12:15           | Wlazło 90+5' | (0:0) | 42' Borges · 86' Smoliński · 90+5' Lisowski | Stadion Miejskiego Ośrodka Sportu i Rekreacji w Mielcu, Mielec Widzów: 4239 Sędzia: Sebastian Krasny (Kraków) |

| 716 lutego 2025 | GKS Katowice            | 0:0   | Piast Gliwice |                                                                                   |
| 14:45           |                         | (0:0) |               | Stadion GKS Katowice, Katowice Widzów: 6753 Sędzia: Tomasz Kwiatkowski (Warszawa) |
| 14:45           | 43' Dziczek · 57' Muñoz | (0:0) |               | Stadion GKS Katowice, Katowice Widzów: 6753 Sędzia: Tomasz Kwiatkowski (Warszawa) |

| 816 lutego 2025 | Jagiellonia Białystok                    | 3:0   | Motor Lublin |                                                                                |
| 17:30           | Kubicki 27', 69' · Czurlinow 59'         | (1:0) |              | Stadion Miejski, Białystok Widzów: 12 439 Sędzia: Damian Sylwestrzak (Wrocław) |
| 17:30           | Czurlinow 45+5' · Polak 67' · Ebosse 86' | (1:0) | 41' Samper   | Stadion Miejski, Białystok Widzów: 12 439 Sędzia: Damian Sylwestrzak (Wrocław) |

| 917 lutego 2025 | Zagłębie Lubin | 1:3   | Lechia Gdańsk               |                                                                            |
| 19:00           | Wdowiak 79'    | (0:2) | 30', 55' Bobček · 39' Chłań | Stadion Zagłębia Lubin, Lubin Widzów: 2496 Sędzia: Marcin Kochanek (Opole) |
| 19:00           | Pieńko 81'     | (0:2) |                             | Stadion Zagłębia Lubin, Lubin Widzów: 2496 Sędzia: Marcin Kochanek (Opole) |

### 22. kolejka (21 – 24 lutego)
| 121 lutego 2025 | Piast Gliwice                                     | 2:2   | Stal Mielec                        |                                                                         |
| 18:00           | Félix 59' · Chrapek 71'                           | (0:1) | 36' Getinger · 53' (k) Wlazło      | Stadion Miejski, Gliwice Widzów: 3684 Sędzia: Piotr Rzucidło (Warszawa) |
| 18:00           | Zedadka 38' · Igor Drapiński 52' · Czerwiński 79' | (0:1) | 5' Wolsztyński · 63', 90+3' Wlazło | Stadion Miejski, Gliwice Widzów: 3684 Sędzia: Piotr Rzucidło (Warszawa) |

| 221 lutego 2025 | Raków Częstochowa        | 1:0   | Górnik Zabrze  | |
| 20:30           | Koczerhin 45+1'          | (1:0) |                | Miejski Stadion Piłkarski Raków w Częstochowie, Częstochowa Widzów: 5303 Sędzia: Karol Arys (Szczecin) |
| 20:30           | Berggren 50' · Mosór 82' | (1:0) | 84' Hellebrand | Miejski Stadion Piłkarski Raków w Częstochowie, Częstochowa Widzów: 5303 Sędzia: Karol Arys (Szczecin) |

| 322 lutego 2025 | Korona Kielce         | 2:0   | Śląsk Wrocław |                                                                    |
| 14:45           | Dalmau 45+4', 76' (k) | (1:0) |               | Exbud Arena, Kielce Widzów: 8962 Sędzia: Sebastian Krasny (Kraków) |
| 14:45           | Trojak 89'            | (1:0) |               | Exbud Arena, Kielce Widzów: 8962 Sędzia: Sebastian Krasny (Kraków) |

| 422 lutego 2025 | Widzew Łódź              | 0:4   | Pogoń Szczecin                           |                                                                                 |
| 17:30           |                          | (0:2) | 8' Kurzawa · 40' (k), 53', 63' Koulouris | Stadion Widzewa Łódź, Łódź Widzów: 16 473 Sędzia: Marcin Szczerbowicz (Olsztyn) |
| 17:30           | Shehu 6' · Volanakis 32' | (0:2) |                                          | Stadion Widzewa Łódź, Łódź Widzów: 16 473 Sędzia: Marcin Szczerbowicz (Olsztyn) |

| 522 lutego 2025 | Radomiak Radom                          | 3:1   | Legia Warszawa |                                                                                  |
| 20:15           | Capita 17' · Grzesik 42' · Agouzoul 54' | (2:1) | 6' Kapustka    | Stadion im. Braci Czachorów, Radom Widzów: 8227 Sędzia: Łukasz Kuźma (Białystok) |
| 20:15           | Henrique 5'                             | (2:1) | 71' Ziółkowski | Stadion im. Braci Czachorów, Radom Widzów: 8227 Sędzia: Łukasz Kuźma (Białystok) |

| 623 lutego 2025 | Lechia Gdańsk          | 0:2   | Puszcza Niepołomice                       |                                                                                     |
| 12:15           |                        | (0:1) | 18' Mroziński · 61' (k) Crăciun           | Polsat Plus Arena Gdańsk, Gdańsk Widzów: 9140 Sędzia: Tomasz Kwiatkowski (Warszawa) |
| 12:15           | Olsson 26' · Kapić 32' | (0:1) | 14' Mroziński · 30' Crăciun · 47' Revenco | Polsat Plus Arena Gdańsk, Gdańsk Widzów: 9140 Sędzia: Tomasz Kwiatkowski (Warszawa) |

| 723 lutego 2025 | Cracovia                         | 2:2   | Jagiellonia Białystok           | |
| 14:45           | Fabian Bzdyl 73' · van Buren 85' | (0:2) | 34' Czurlinow · 39' Imaz        | Stadion Cracovii im. Józefa Piłsudskiego, Kraków Widzów: 11 482 Sędzia: Daniel Stefański (Bydgoszcz) |
| 14:45           | Rózga 28' · Kakabadze 46'        | (0:2) | 69' Diaby-Fadiga · 78' Moutinho | Stadion Cracovii im. Józefa Piłsudskiego, Kraków Widzów: 11 482 Sędzia: Daniel Stefański (Bydgoszcz) |

| 822 lutego 2025 | Lech Poznań                       | 3:1   | Zagłębie Lubin |                                                                   |
| 17:30           | Wålemark 2', 18' · Carstensen 79' | (2:1) | 12' Michalski  | Stadion Poznań, Poznań Widzów: 16 610 Sędzia: Piotr Lasyk (Bytom) |
| 17:30           | 48' Nalepa                        | (2:1) |                | Stadion Poznań, Poznań Widzów: 16 610 Sędzia: Piotr Lasyk (Bytom) |

| 924 lutego 2025 | Motor Lublin                                | 3:2   | GKS Katowice                         |                                                                 |
| 19:00           | Ceglarz 15' · van Hoeven 21' · Mráz 57'     | (2:1) | 8' Bergier · 51' Galán               | Arena Lublin, Lublin Widzów: 11 856 Sędzia: Damian Kos (Gdańsk) |
| 19:00           | van Hoeven 28' · Wójcik 73' · Stolarski 80' | (2:1) | 18' Kuusk · 88' Galán · 90' Szymczak | Arena Lublin, Lublin Widzów: 11 856 Sędzia: Damian Kos (Gdańsk) |

### 23. kolejka (28 lutego – 3 marca)
| 128 lutego 2025 | Radomiak Radom           | 1:1   | Widzew Łódź    |                                                                                   |
| 18:00           | Dadashov 90'             | (0:1) | 14' Shehu      | Stadion im. Braci Czachorów, Radom Widzów: 6236 Sędzia: Sebastian Krasny (Kraków) |
| 18:00           | Ouattara 51' · Alves 66' | (0:1) | 45+1' Hanousek | Stadion im. Braci Czachorów, Radom Widzów: 6236 Sędzia: Sebastian Krasny (Kraków) |

| 228 lutego 2025 | Górnik Zabrze                    | 0:1   | Cracovia           |                                                                                |
| 20:30           |                                  | (0:0) | 58' (sam.) Janicki | Stadion im. Ernesta Pohla, Zabrze Widzów: 12 472 Sędzia: Karol Arys (Szczecin) |
| 20:30           | Dominik Sarapata 39' · Szala 49' | (0:0) | 47' Maigaard       | Stadion im. Ernesta Pohla, Zabrze Widzów: 12 472 Sędzia: Karol Arys (Szczecin) |

| 31 marca 2025 | Stal Mielec                                              | 0:1   | Korona Kielce                                              | |
| 14:45         |                                                          | (0:0) | 83' Fornalczyk                                             | Stadion Miejskiego Ośrodka Sportu i Rekreacji w Mielcu, Mielec Widzów: 4778 Sędzia: Patryk Gryckiewicz (Toruń) |
| 14:45         | Kądzior 34' · Getinger 38' · Jaunzems 38' · Esselink 80' | (0:0) | 28' Smolarczyk · 38' Fornalczyk · 41' Nono · 90+6' Godinho | Stadion Miejskiego Ośrodka Sportu i Rekreacji w Mielcu, Mielec Widzów: 4778 Sędzia: Patryk Gryckiewicz (Toruń) |

| 41 marca 2025 | Pogoń Szczecin                  | 0:3   | Lech Poznań                      |                                                                                                 |
| 17:30         |                                 | (0:1) | 32', 68' (k) Ishak · 85' Pereira | Stadion Miejski im. Floriana Krygiera, Szczecin Widzów: 20 562 Sędzia: Łukasz Kuźma (Białystok) |
| 17:30         | Lončar 78' · Wędrychowski 90+1' | (0:1) | 72' Murawski                     | Stadion Miejski im. Floriana Krygiera, Szczecin Widzów: 20 562 Sędzia: Łukasz Kuźma (Białystok) |

| 51 marca 2025 | Zagłębie Lubin  | 0:1   | Piast Gliwice |                                                                               |
| 20:15         |                 | (0:1) | 8' Rosołek    | Stadion Zagłębia Lubin, Lubin Widzów: 2834 Sędzia: Bartosz Frankowski (Toruń) |
| 20:15         | Dąbrowski 90+4' | (0:1) | 69' Zedadka   | Stadion Zagłębia Lubin, Lubin Widzów: 2834 Sędzia: Bartosz Frankowski (Toruń) |

| 62 marca 2025 | Puszcza Niepołomice                                                                 | 0:1   | Motor Lublin                                                    |                                                                                               |
| 12:15         |                                                                                     | (0:1) | 29' Najemski                                                    | Stadion Cracovii im. Józefa Piłsudskiego, Kraków Widzów: 2000 Sędzia: Marcin Kochanek (Opole) |
| 12:15         | Abramowicz 10' · Żukow 34' · Mroziński 50' · Crăciun 88' · Szymonowicz 90+9', 90+9' | (0:1) | 15' Najemski · 73' Matthys · 75' Scalet · 86' Bartoš · 88' Mráz | Stadion Cracovii im. Józefa Piłsudskiego, Kraków Widzów: 2000 Sędzia: Marcin Kochanek (Opole) |

| 72 marca 2025 | Legia Warszawa                        | 3:1   | Śląsk Wrocław            | |
| 14:45         | Gual 35' · Vinagre 49' · Urbański 87' | (1:1) | 36' Al Hamlawi           | Stadion Miejski Legii Warszawa im. Marszałka Józefa Piłsudskiego, Warszawa Widzów: 24 089 Sędzia: Damian Kos (Wejherowo) |
| 14:45         | Jędrzejczyk 60'                       | (1:1) | 59' Macenko · 69' Băluță | Stadion Miejski Legii Warszawa im. Marszałka Józefa Piłsudskiego, Warszawa Widzów: 24 089 Sędzia: Damian Kos (Wejherowo) |

| 82 marca 2025 | Jagiellonia Białystok | 1:0   | GKS Katowice |                                                                         |
| 17:30         | Romanczuk 36'         | (1:0) |              | Stadion Miejski, Białystok Widzów: 14 271 Sędzia: Wojciech Myć (Lublin) |
| 17:30         | 47' Repka             | (1:0) |              | Stadion Miejski, Białystok Widzów: 14 271 Sędzia: Wojciech Myć (Lublin) |

| 93 marca 2025 | Raków Częstochowa                  | 3:1   | Lechia Gdańsk                                                 | |
| 19:00         | Brunes 2', 15' · Pllana 74' (sam.) | (2:0) | 71' Wójtowicz                                                 | Miejski Stadion Piłkarski Raków w Częstochowie, Częstochowa Widzów: 5500 Sędzia: Marcin Szczerbowicz (Olsztyn) |
| 19:00         | Makuch 44' · Mosór 68'             | (2:0) | 1' Chłań · 46' Mena · 54' Wójtowicz · 57' Bobček · 73' Pllana | Miejski Stadion Piłkarski Raków w Częstochowie, Częstochowa Widzów: 5500 Sędzia: Marcin Szczerbowicz (Olsztyn) |

### 24. kolejka (7 – 10 marca)
| 17 marca 2025 | Korona Kielce                     | 2:1   | Puszcza Niepołomice                                   |                                                             |
| 18:00         | Fornalczyk 44' · Remacle 80'      | (1:1) | 17' (k) Crăciun                                       | Exbud Arena, Kielce Widzów: 9996 Sędzia: Paweł Malec (Łódź) |
| 18:00         | Hubert Zwoźny 13' · Godinho 90+3' | (1:1) | 41' Serafin · 48' Revenco · 61' Stępień · 82' Crăciun | Exbud Arena, Kielce Widzów: 9996 Sędzia: Paweł Malec (Łódź) |

| 27 marca 2025 | Śląsk Wrocław                            | 1:1   | Pogoń Szczecin |                                                                           |
| 20:30         | Al Hamlawi 49'                           | (0:0) | 58' Koulouris  | Tarczyński Arena, Wrocław Widzów: 12 703 Sędzia: Szymon Marciniak (Płock) |
| 20:30         | 27' Ulvestad · 57' Kurzawa · 84' Koutris | (0:0) |                | Tarczyński Arena, Wrocław Widzów: 12 703 Sędzia: Szymon Marciniak (Płock) |

| 38 marca 2025 | Cracovia     | 1:2   | Radomiak Radom              |                                                                                             |
| 14:45         | Maigaard 12' | (1:0) | 51' Wolski · 90+1' Dadashov | Stadion Cracovii im. Józefa Piłsudskiego, Kraków Widzów: 11 081 Sędzia: Piotr Lasyk (Bytom) |
| 14:45         | Källman 55'  | (1:0) | 41' Tapsoba · 59' Burch     | Stadion Cracovii im. Józefa Piłsudskiego, Kraków Widzów: 11 081 Sędzia: Piotr Lasyk (Bytom) |

| 48 marca 2025 | Piast Gliwice                             | 0:3   | Raków Częstochowa              |                                                                        |
| 17:30         |                                           | (0:1) | 24', 70' Brunes · 90+2' Baráth | Stadion Miejski, Gliwice Widzów: 6349 Sędzia: Łukasz Kuźma (Białystok) |
| 17:30         | Kostadinow 26' · Dziczek 82' · Gale 90+2' | (0:1) | 82' Baráth                     | Stadion Miejski, Gliwice Widzów: 6349 Sędzia: Łukasz Kuźma (Białystok) |

| 58 marca 2025 | Lech Poznań                             | 3:1   | Stal Mielec                 |                                                                            |
| 20:15         | Carstensen 21' · Håkans 22' · Sousa 58' | (2:1) | 41' Dadok                   | Stadion Poznań, Poznań Widzów: 23 281 Sędzia: Damian Sylwestrzak (Wrocław) |
| 20:15         | Wålemark 54' · Carstensen 68'           | (2:1) | 50' Senger · 90+2' Jaunzems | Stadion Poznań, Poznań Widzów: 23 281 Sędzia: Damian Sylwestrzak (Wrocław) |

| 69 marca 2025 | GKS Katowice                | 1:0   | Zagłębie Lubin                              |                                                                                |
| 12:15         | Bergier 78'                 | (0:0) |                                             | Stadion GKS Katowice, Katowice Widzów: 6751 Sędzia: Patryk Gryckiewicz (Toruń) |
| 12:15         | Bergier 90+2' · Nowak 90+3' | (0:0) | 52' Radwański · 90+2' Burić · 90+2' Wdowiak | Stadion GKS Katowice, Katowice Widzów: 6751 Sędzia: Patryk Gryckiewicz (Toruń) |

| 79 marca 2025 | Lechia Gdańsk                     | 1:2   | Górnik Zabrze                                         |                                                                                    |
| 14:45         | Kapić 45+2'                       | (1:0) | 48' Podolski · 59' Janža                              | Polsat Plus Arena Gdańsk, Gdańsk Widzów: 10 452 Sędzia: Bartosz Frankowski (Toruń) |
| 14:45         | Olsson 25' · Michał Głogowski 82' | (1:0) | 6' Janicki · 69' Prebsl · 88' Buksa · 89' Majchrowicz | Polsat Plus Arena Gdańsk, Gdańsk Widzów: 10 452 Sędzia: Bartosz Frankowski (Toruń) |

| 89 marca 2025 | Widzew Łódź                                                | 0:1   | Jagiellonia Białystok                       |                                                                                 |
| 17:30         |                                                            | (0:1) | 8' Skrzypczak                               | Stadion Widzewa Łódź, Łódź Widzów: 16 768 Sędzia: Tomasz Kwiatkowski (Warszawa) |
| 17:30         | Marcel Krajewski 7' · Diliberto 31' · Żyro 70' · Shehu 90' | (0:1) | 52' Stojinović · 87' Moutinho · 90' Kubicki | Stadion Widzewa Łódź, Łódź Widzów: 16 768 Sędzia: Tomasz Kwiatkowski (Warszawa) |

| 910 marca 2025 | Motor Lublin                      | 3:3   | Legia Warszawa                                               |                                                                          |
| 19:00          | van Hoeven 37' · Mráz 65', 90+10' | (1:1) | 11' Gual · 55' Chodyna · 71' Morishita                       | Arena Lublin, Lublin Widzów: 15 200 Sędzia: Jarosław Przybył (Kluczbork) |
| 19:00          | Łabojko 48' · Wójcik 81'          | (1:1) | 26' Wszołek · 64' Pankov · 90' Augustyniak · 90+9' Kovačević | Arena Lublin, Lublin Widzów: 15 200 Sędzia: Jarosław Przybył (Kluczbork) |

### 25. kolejka (14 – 16 marca)
| 114 marca 2025 | Radomiak Radom                                                                    | 2:1   | Lechia Gdańsk                       |                                                                                     |
| 18:00          | Burch 36' · Capita 72'                                                            | (1:1) | 20' Bobček                          | Stadion im. Braci Czachorów, Radom Widzów: 8421 Sędzia: Paweł Raczkowski (Warszawa) |
| 18:00          | Wolski 43' · Henrique 45+1' · Kaput 48' · Jordão 60' · Agouzoul 74' · Donis 90+2' | (1:1) | 38' Mena · 54' Pllana · 90+1' Kapić | Stadion im. Braci Czachorów, Radom Widzów: 8421 Sędzia: Paweł Raczkowski (Warszawa) |

| 214 marca 2025 | Pogoń Szczecin                                                                        | 5:2   | Cracovia                                   |                                                                                                   |
| 20:30          | Ulvestad 45+2', 90+6' · Kakabadze 45+7' (sam.) · Koulouris 82' (k) · Ghiță 84' (sam.) | (2:2) | 5' (k), 11' Källman                        | Stadion Miejski im. Floriana Krygiera, Szczecin Widzów: 19 227 Sędzia: Bartosz Frankowski (Toruń) |
| 20:30          | Lisowski 87'                                                                          | (2:2) | 45+2' Perković · 63' van Buren · 73' Hasić | Stadion Miejski im. Floriana Krygiera, Szczecin Widzów: 19 227 Sędzia: Bartosz Frankowski (Toruń) |

| 315 marca 2025 | Stal Mielec    | 1:4   | Śląsk Wrocław                                         | |
| 14:45          | Wlazło 13' (k) | (1:1) | 9' Paluszek · 72' Al Hamlawi · 77' Schwarz · 90' İnce | Stadion Miejskiego Ośrodka Sportu i Rekreacji w Mielcu, Mielec Widzów: 3612 Sędzia: Damian Kos (Gdańsk) |
| 14:45          | Kądzior 38'    | (1:1) | 10' Leszczyński · 54' Ortiz · 61' Pozo                | Stadion Miejskiego Ośrodka Sportu i Rekreacji w Mielcu, Mielec Widzów: 3612 Sędzia: Damian Kos (Gdańsk) |

| 415 marca 2025 | Górnik Zabrze                                              | 4:0   | Motor Lublin |                                                                                   |
| 17:30          | Podolski 25' · Kmeť 50' · Hellebrand 53' · Ousmane Sow 64' | (1:0) |              | Stadion im. Ernesta Pohla, Zabrze Widzów: 13 179 Sędzia: Szymon Marciniak (Płock) |
| 17:30          | Ismaheel 16' · Janicki 17' · Szcześniak 79'                | (1:0) | 39' Bartoš   | Stadion im. Ernesta Pohla, Zabrze Widzów: 13 179 Sędzia: Szymon Marciniak (Płock) |

| 515 marca 2025 | Widzew Łódź                                        | 1:0   | GKS Katowice |                                                                                |
| 20:15          | Sypek 60'                                          | (0:0) |              | Stadion Widzewa Łódź, Łódź Widzów: 17 473 Sędzia: Damian Sylwestrzak (Wrocław) |
| 20:15          | Sypek 4' · Therkildsen 50' · Tupta 77' · Sobol 86' | (0:0) |              | Stadion Widzewa Łódź, Łódź Widzów: 17 473 Sędzia: Damian Sylwestrzak (Wrocław) |

| 616 marca 2025 | Puszcza Niepołomice       | 2:1   | Piast Gliwice             | |
| 12:15          | Crăciun 16' (k), 61' (k)  | (1:0) | 54' Szczepański           | Stadion Cracovii im. Józefa Piłsudskiego, Kraków Widzów: 2000 Sędzia: Marcin Szczerbowicz (Olsztyn) |
| 12:15          | Atanasow 66' · Sipľak 89' | (1:0) | 22' Zedadka · 79' Dziczek | Stadion Cracovii im. Józefa Piłsudskiego, Kraków Widzów: 2000 Sędzia: Marcin Szczerbowicz (Olsztyn) |

| 716 marca 2025 | Zagłębie Lubin | 1:1   | Korona Kielce |                                                                        |
| 14:45          | Szmyt 12'      | (1:0) | 90+3' Trojak  | Stadion Zagłębia Lubin, Lubin Widzów: 3464 Sędzia: Piotr Lasyk (Bytom) |
| 14:45          | Dąbrowski 30'  | (1:0) | 74' Pau Resta | Stadion Zagłębia Lubin, Lubin Widzów: 3464 Sędzia: Piotr Lasyk (Bytom) |

| 816 marca 2025 | Raków Częstochowa                     | 3:2   | Legia Warszawa              | |
| 17:30          | Swarnas 10' · Brunes 32' · Amorim 47' | (2:0) | 50' Gual · 85' Luquinhas    | Miejski Stadion Piłkarski Raków w Częstochowie, Częstochowa Widzów: 5500 Sędzia: Wojciech Myć (Lublin) |
| 17:30          | Jean Carlos 23' · López 62'           | (2:0) | 88' Urbański · 90+4' Pankov | Miejski Stadion Piłkarski Raków w Częstochowie, Częstochowa Widzów: 5500 Sędzia: Wojciech Myć (Lublin) |

| 916 marca 2025 | Jagiellonia Białystok                      | 2:1   | Lech Poznań                                  |                                                                                |
| 20:15          | Imaz 31' · Murawski 59' (sam.)             | (1:1) | 9' Gholizadeh                                | Stadion Miejski, Białystok Widzów: 19 957 Sędzia: Daniel Stefański (Bydgoszcz) |
| 20:15          | Romanczuk 44' · Polak 65' · Abramowicz 89' | (1:1) | 52' Salamon · 90+1' Murawski · 90+4' Douglas | Stadion Miejski, Białystok Widzów: 19 957 Sędzia: Daniel Stefański (Bydgoszcz) |

### 26. kolejka (28 – 31 marca)
| 128 marca 2025 | Piast Gliwice | 0:2   | Widzew Łódź            |                                                                          |
| 18:00          |               | (0:2) | 7' Álvarez · 22' Shehu | Stadion Miejski, Gliwice Widzów: 6363 Sędzia: Patryk Gryckiewicz (Toruń) |
| 18:00          | Zedadka 90+5' | (0:2) | 90+1' Fábio Nunes      | Stadion Miejski, Gliwice Widzów: 6363 Sędzia: Patryk Gryckiewicz (Toruń) |

| 228 marca 2025 | Legia Warszawa           | 0:0   | Pogoń Szczecin                               | |
| 20:30          |                          | (0:0) |                                              | Stadion Miejski Legii Warszawa im. Marszałka Józefa Piłsudskiego, Warszawa Widzów: 27 424 Sędzia: Wojciech Myć (Lublin) |
| 20:30          | Kapuadi 35' · Elitim 90' | (0:0) | 20' Przyborek · 83' Grosicki · 90+3' Koutris | Stadion Miejski Legii Warszawa im. Marszałka Józefa Piłsudskiego, Warszawa Widzów: 27 424 Sędzia: Wojciech Myć (Lublin) |

| 329 marca 2025 | Cracovia                                    | 3:1   | Puszcza Niepołomice |                                                                                                   |
| 14:45          | Kakabadze 44' · Källman 45+3' · Minchev 50' | (2:1) | 16' Kosidis         | Stadion Cracovii im. Józefa Piłsudskiego, Kraków Widzów: 11 530 Sędzia: Sebastian Krasny (Kraków) |
| 14:45          | Minchev 17' · Källman 39' · Śmiglewski 80'  | (2:1) | 28', 90+2' Serafin  | Stadion Cracovii im. Józefa Piłsudskiego, Kraków Widzów: 11 530 Sędzia: Sebastian Krasny (Kraków) |

| 429 marca 2025 | Lechia Gdańsk            | 1:0   | Jagiellonia Białystok |                                                                                     |
| 17:30          | Viunnyk 65'              | (0:0) |                       | Polsat Plus Arena Gdańsk, Gdańsk Widzów: 13 147 Sędzia: Paweł Raczkowski (Warszawa) |
| 17:30          | Mena 44' · Kałahur 90+3' | (0:0) |                       | Polsat Plus Arena Gdańsk, Gdańsk Widzów: 13 147 Sędzia: Paweł Raczkowski (Warszawa) |

| 529 marca 2025 | Śląsk Wrocław                                                             | 3:1   | Lech Poznań            |                                                                      |
| 20:15          | Al Hamlawi 11', 64' · Schwarz 90+4' (k)                                   | (1:1) | 41' (k) Ishak          | Tarczyński Arena, Wrocław Widzów: 33 546 Sędzia: Piotr Lasyk (Bytom) |
| 20:15          | Żukowski 41' · Jakub Jezierski 49' · Petkov 58' · Guercio 88' · Szota 89' | (1:1) | 88' Sousa · 89' Pingot | Tarczyński Arena, Wrocław Widzów: 33 546 Sędzia: Piotr Lasyk (Bytom) |

| 630 marca 2025 | Korona Kielce            | 1:3   | Radomiak Radom                                              |                                                                     |
| 12:15          | Pau Resta 3'             | (1:1) | 10' Burch · 75', 90+4' Capita                               | Exbud Arena, Kielce Widzów: 14 125 Sędzia: Szymon Marciniak (Płock) |
| 12:15          | Pau Resta 12' · Nuno 28' | (1:1) | 27' Jordão · 67' Dadashov · 90+4' Capita · 90+6' Golubickas | Exbud Arena, Kielce Widzów: 14 125 Sędzia: Szymon Marciniak (Płock) |

| 730 marca 2025 | Motor Lublin                                                 | 4:1   | Stal Mielec               |                                                                      |
| 14:45          | Mądrzyk 28' (sam.) · Bright Ede 49' · Łabojko 60' · Mráz 82' | (1:0) | 90+8' Krzysztof Wołkowicz | Arena Lublin, Lublin Widzów: 14 195 Sędzia: Łukasz Kuźma (Białystok) |
| 14:45          | Najemski 69'                                                 | (1:0) | 21' Guillaumier           | Arena Lublin, Lublin Widzów: 14 195 Sędzia: Łukasz Kuźma (Białystok) |

| 830 marca 2025 | GKS Katowice                          | 2:1   | Górnik Zabrze |                                                                                     |
| 17:30          | Olkowski 38' (sam.) · Szymczak 90+11' | (1:0) | 51' Zahovič   | Stadion GKS Katowice, Katowice Widzów: 15 048 Sędzia: Tomasz Kwiatkowski (Warszawa) |
| 17:30          | Jędrych 80'                           | (1:0) | 27' Podolski  | Stadion GKS Katowice, Katowice Widzów: 15 048 Sędzia: Tomasz Kwiatkowski (Warszawa) |

| 931 marca 2025 | Zagłębie Lubin                     | 0:2   | Raków Częstochowa                                    |                                                                                 |
| 19:00          |                                    | (0:0) | 77' Brunes · 90+3' Makuch                            | Stadion Zagłębia Lubin, Lubin Widzów: 3521 Sędzia: Daniel Stefański (Bydgoszcz) |
| 19:00          | Dąbrowski 32' · Michalski 39', 48' | (0:0) | 42' Koczerhin · 62' Rodin · 85' Berggren · 90' Tudor | Stadion Zagłębia Lubin, Lubin Widzów: 3521 Sędzia: Daniel Stefański (Bydgoszcz) |

### 27. kolejka (4 – 7 kwietnia)
| 14 kwietnia 2025 | Stal Mielec     | 1:1 | Cracovia                     | |
| 18:00            | Wolsztyński 11' | (:) | 59' Källman                  | Stadion Miejskiego Ośrodka Sportu i Rekreacji w Mielcu, Mielec Widzów: 5184 Sędzia: Piotr Lasyk (Bytom) |
| 18:00            | Dadok 49'       | (:) | 37' Minchev · 53' Henriksson | Stadion Miejskiego Ośrodka Sportu i Rekreacji w Mielcu, Mielec Widzów: 5184 Sędzia: Piotr Lasyk (Bytom) |

| 24 kwietnia 2025 | Widzew Łódź               | 2:0   | Lechia Gdańsk             |                                                                            |
| 20:30            | Shehu 39' · Álvarez 45+2' | (2:0) |                           | Stadion Widzewa Łódź, Łódź Widzów: 17 528 Sędzia: Łukasz Kuźma (Białystok) |
| 20:30            | Hanousek 73' · Żyro 75'   | (2:0) | 45' Tsarenko · 85' Pllana | Stadion Widzewa Łódź, Łódź Widzów: 17 528 Sędzia: Łukasz Kuźma (Białystok) |

| 35 kwietnia 2025 | Radomiak Radom | 0:1   | Zagłębie Lubin                              |                                                                                       |
| 14:45            |                | (0:1) | 30' Orlikowski                              | Stadion im. Braci Czachorów, Radom Widzów: 8062 Sędzia: Tomasz Kwiatkowski (Warszawa) |
| 14:45            | Tapsoba 65'    | (0:1) | 74' Ćorluka · 88' Kłudka · 90+2' Listkowski | Stadion im. Braci Czachorów, Radom Widzów: 8062 Sędzia: Tomasz Kwiatkowski (Warszawa) |

| 45 kwietnia 2025 | Śląsk Wrocław               | 1:1   | Motor Lublin |                                                                          |
| 17:30            | Ortiz 20'                   | (1:0) | 76' Ndiaye   | Tarczyński Arena, Wrocław Widzów: 26 361 Sędzia: Marcin Kochanek (Opole) |
| 17:30            | Guercio 45+2' · Szota 90+6' | (1:0) | 79' Samper   | Tarczyński Arena, Wrocław Widzów: 26 361 Sędzia: Marcin Kochanek (Opole) |

| 55 kwietnia 2025 | Lech Poznań                | 2:0   | Korona Kielce                                                          |                                                                     |
| 20:15            | Gholizadeh 30' · Ishak 83' | (1:0) |                                                                        | Stadion Poznań, Poznań Widzów: 37 457 Sędzia: Karol Arys (Szczecin) |
| 20:15            | Gholizadeh 55'             | (1:0) | 45+2' Pau Resta · 63' Trojak · 64' Fornalczyk · 81' Miłosz Strzeboński | Stadion Poznań, Poznań Widzów: 37 457 Sędzia: Karol Arys (Szczecin) |

| 66 kwietnia 2025 | Jagiellonia Białystok            | 1:1   | Piast Gliwice |                                                                                 |
| 12:15            | Wojtuszek 22'                    | (1:0) | 62' Gale      | Stadion Miejski, Białystok Widzów: 17 440 Sędzia: Yūsuke Araki (Tokio, Japonia) |
| 12:15            | 86' Muñoz · 90+1' Igor Drapiński | (1:0) |               | Stadion Miejski, Białystok Widzów: 17 440 Sędzia: Yūsuke Araki (Tokio, Japonia) |

| 76 kwietnia 2025 | Górnik Zabrze                 | 1:2   | Legia Warszawa                                   |                                                                                   |
| 14:45            | Ismaheel 8'                   | (1:0) | 58', 67' Luquinhas                               | Stadion im. Ernesta Pohla, Zabrze Widzów: 23 438 Sędzia: Szymon Marciniak (Płock) |
| 14:45            | Hellebrand 28' · Ismaheel 54' | (1:0) | 12' Chodyna · 45+2' Jędrzejczyk · 59' Ziółkowski | Stadion im. Ernesta Pohla, Zabrze Widzów: 23 438 Sędzia: Szymon Marciniak (Płock) |

| 86 kwietnia 2025 | Pogoń Szczecin                               | 4:0   | GKS Katowice | |
| 17:30            | Koulouris 45+6' (k), 49', 87' · Ulvestad 82' | (1:0) |              | Stadion Miejski im. Floriana Krygiera, Szczecin Widzów: 19 938 Sędzia: Paweł Raczkowski (Warszawa) |
| 17:30            | 28' Kowalczyk                                | (1:0) |              | Stadion Miejski im. Floriana Krygiera, Szczecin Widzów: 19 938 Sędzia: Paweł Raczkowski (Warszawa) |

| 97 kwietnia 2025 | Puszcza Niepołomice                           | 1:1   | Raków Częstochowa | |
| 19:00            | Barkowskij 90+4'                              | (0:1) | 28' López         | Stadion Cracovii im. Józefa Piłsudskiego, Kraków Widzów: 1900 Sędzia: Jarosław Przybył (Kluczbork) |
| 19:00            | Szymonowicz 37' · Yakuba 44' · Barkowskij 68' | (0:1) | 7' Swarnas        | Stadion Cracovii im. Józefa Piłsudskiego, Kraków Widzów: 1900 Sędzia: Jarosław Przybył (Kluczbork) |

### 28. kolejka (11 – 14 kwietnia)
| 111 kwietnia 2025 | Zagłębie Lubin                     | 2:1   | Górnik Zabrze                                               |                                                                       |
| 18:00             | Ławniczak 51' · Pieńko 73' (k)     | (0:1) | 14' Furukawa                                                | Stadion Zagłębia Lubin, Lubin Widzów: 3936 Sędzia: Paweł Malec (Łódź) |
| 18:00             | Mróz 29' · Pieńko 85' · Hładun 87' | (0:1) | 71' Majchrowicz · 77' Josema · 90+2' Liseth · 90+5' Janicki | Stadion Zagłębia Lubin, Lubin Widzów: 3936 Sędzia: Paweł Malec (Łódź) |

| 211 kwietnia 2025 | Korona Kielce                      | 2:1   | Widzew Łódź                             |                                                                  |
| 20:30             | Sotiríou 69' · Dalmau 80'          | (0:0) | 73' Shehu                               | Exbud Arena, Kielce Widzów: 13 752 Sędzia: Wojciech Myć (Lublin) |
| 20:30             | Trojak 35' · Nono 48' · Błanik 54' | (0:0) | 2' Shehu · 68' Therkildsen · 90+3' Czyż | Exbud Arena, Kielce Widzów: 13 752 Sędzia: Wojciech Myć (Lublin) |

| 312 kwietnia 2025 | GKS Katowice                           | 3:1   | Puszcza Niepołomice |                                                                                 |
| 14:45             | Bergier 59', 80' · Sipľak 90+4' (sam.) | (0:1) | 10' Barkouski       | Stadion GKS Katowice, Katowice Widzów: 12 132 Sędzia: Piotr Rzucidło (Warszawa) |
| 14:45             | 25' Crăciun                            | (0:1) |                     | Stadion GKS Katowice, Katowice Widzów: 12 132 Sędzia: Piotr Rzucidło (Warszawa) |

| 412 kwietnia 2025 | Cracovia                          | 2:4   | Śląsk Wrocław                                      |                                                                                                  |
| 17:30             | Petkov 45+5' (sam.) · Källman 79' | (1:1) | 28' Żukowski · 49' Macenko · 58' Pozo · 90+3' İnce | Stadion Cracovii im. Józefa Piłsudskiego, Kraków Widzów: 12 011 Sędzia: Łukasz Kuźma (Białystok) |
| 17:30             | Sokołowski 88' · Minchev 90'      | (1:1) |                                                    | Stadion Cracovii im. Józefa Piłsudskiego, Kraków Widzów: 12 011 Sędzia: Łukasz Kuźma (Białystok) |

| 512 kwietnia 2025 | Raków Częstochowa     | 2:1   | Radomiak Radom                               | |
| 20:15             | López 53' · Rocha 63' | (0:0) | 52' Wolski                                   | Miejski Stadion Piłkarski Raków w Częstochowie, Częstochowa Widzów: 5426 Sędzia: Sebastian Krasny (Kraków) |
| 20:15             | Swarnas 86'           | (0:0) | 16' Henrique · 33' Kikolski · 45+1' Dadashov | Miejski Stadion Piłkarski Raków w Częstochowie, Częstochowa Widzów: 5426 Sędzia: Sebastian Krasny (Kraków) |

| 613 kwietnia 2025 | Piast Gliwice                | 2:1   | Pogoń Szczecin  |                                                                          |
| 14:45             | Kostadinow 26' · Chrapek 51' | (1:0) | 90+3' Koulouris | Stadion Miejski, Gliwice Widzów: 5729 Sędzia: Bartosz Frankowski (Toruń) |
| 14:45             | Dziczek 90'                  | (1:0) |                 | Stadion Miejski, Gliwice Widzów: 5729 Sędzia: Bartosz Frankowski (Toruń) |

| 713 kwietnia 2025 | Motor Lublin | 1:2   | Lech Poznań              |                                                                           |
| 17:30             | Król 69'     | (0:2) | 15' Wålemark · 37' Ishak | Arena Lublin, Lublin Widzów: 15 200 Sędzia: Yūsuke Araki (Tokio, Japonia) |
| 17:30             | 53' Jagiełło | (0:2) |                          | Arena Lublin, Lublin Widzów: 15 200 Sędzia: Yūsuke Araki (Tokio, Japonia) |

| 813 kwietnia 2025 | Legia Warszawa | 0:1   | Jagiellonia Białystok                               | |
| 20:15             |                | (0:1) | 41' Czurlinow                                       | Stadion Miejski Legii Warszawa im. Marszałka Józefa Piłsudskiego, Warszawa Widzów: 25 347 Sędzia: Damian Sylwestrzak (Wrocław) |
| 20:15             | Pankov 20'     | (0:1) | 21' Silva · 56' Wojtuszek · 90+1', 90+3' Stojinović | Stadion Miejski Legii Warszawa im. Marszałka Józefa Piłsudskiego, Warszawa Widzów: 25 347 Sędzia: Damian Sylwestrzak (Wrocław) |

| 914 kwietnia 2025 | Lechia Gdańsk                        | 3:2   | Stal Mielec                   |                                                                                |
| 19:00             | Bobček 72', 90+1' · Neugebauer 90+3' | (0:2) | 33' Gerbowski · 42' Cavaleiro | Polsat Plus Arena Gdańsk, Gdańsk Widzów: 7501 Sędzia: Szymon Marciniak (Płock) |
| 19:00             | 47' Esselink                         | (0:2) |                               | Polsat Plus Arena Gdańsk, Gdańsk Widzów: 7501 Sędzia: Szymon Marciniak (Płock) |

### 29. kolejka (19 – 22 kwietnia)
| 119 kwietnia 2025 | Piast Gliwice                                       | 1:1   | Korona Kielce   |                                                                            |
| 12:15             | Mokwa 90+1'                                         | (0:1) | 45+1' Pau Resta | Stadion Miejski, Gliwice Widzów: 4620 Sędzia: Daniel Stefański (Bydgoszcz) |
| 12:15             | Czerwiński 11' · Igor Drapiński 20' · Szymański 80' | (0:1) | 15' Długosz     | Stadion Miejski, Gliwice Widzów: 4620 Sędzia: Daniel Stefański (Bydgoszcz) |

| 219 kwietnia 2025 | Śląsk Wrocław                           | 0:2   | GKS Katowice                  |                                                                                |
| 14:45             |                                         | (0:2) | 19' (sam.) Petkov · 43' Repka | Tarczyński Arena, Wrocław Widzów: 21 006 Sędzia: Yūsuke Araki (Tokio, Japonia) |
| 14:45             | 55' Bergier · 73' Kowalczyk · 77' Kudła | (0:2) |                               | Tarczyński Arena, Wrocław Widzów: 21 006 Sędzia: Yūsuke Araki (Tokio, Japonia) |

| 319 kwietnia 2025 | Widzew Łódź                               | 1:2   | Motor Lublin                 |                                                                                |
| 17:30             | Najemski 70' (sam.)                       | (0:1) | 43' (k) Wolski · 72' Ceglarz | Stadion Widzewa Łódź, Łódź Widzów: 17 246 Sędzia: Jarosław Przybył (Kluczbork) |
| 17:30             | 10' Wolski · 18' Luberecki · 80' Najemski | (0:1) |                              | Stadion Widzewa Łódź, Łódź Widzów: 17 246 Sędzia: Jarosław Przybył (Kluczbork) |

| 419 kwietnia 2025 | Pogoń Szczecin | 1:0   | Raków Częstochowa                                                    | |
| 20:15             | Wahlqvist 37'  | (1:0) |                                                                      | Stadion Miejski im. Floriana Krygiera, Szczecin Widzów: 19 655 Sędzia: Damian Sylwestrzak (Wrocław) |
| 20:15             | Borges 24'     | (1:0) | 16' Otieno · 49' López] · 60' Swarnas · 61' Jean Carlos · 89' Baráth | Stadion Miejski im. Floriana Krygiera, Szczecin Widzów: 19 655 Sędzia: Damian Sylwestrzak (Wrocław) |

| 521 kwietnia 2025 | Puszcza Niepołomice                                        | 2:2   | Radomiak Radom                     | |
| 12:15             | Klimek 85' · Yakuba 90+1'                                  | (0:0) | 69' Pestka · 86' Kaput             | Stadion Cracovii im. Józefa Piłsudskiego, Kraków Widzów: 2000 Sędzia: Tomasz Kwiatkowski (Warszawa) |
| 12:15             | Abramowicz 8' · Serafin 35' · Atanasow 44' · Mroziński 83' | (0:0) | 44' Wolski · 51' Donis · 59' Kaput | Stadion Cracovii im. Józefa Piłsudskiego, Kraków Widzów: 2000 Sędzia: Tomasz Kwiatkowski (Warszawa) |

| 621 kwietnia 2025 | Jagiellonia Białystok         | 1:3   | Zagłębie Lubin                              |                                                                               |
| 14:45             | Imaz 15'                      | (1:1) | 29' Szmyt · 88' (k), 90+9' Pieńko           | Stadion Miejski, Białystok Widzów: 15 231 Sędzia: Paweł Raczkowski (Warszawa) |
| 14:45             | Diaby-Fadiga 67' · Ebosse 85' | (1:1) | 45+4' Ćorluka · 55' Szmyt · 90+6' Radwański | Stadion Miejski, Białystok Widzów: 15 231 Sędzia: Paweł Raczkowski (Warszawa) |

| 721 kwietnia 2025 | Legia Warszawa                     | 2:1   | Lechia Gdańsk          | |
| 17:30             | Luquinhas 45+2' · Ziółkowski 90+5' | (1:1) | 30' Kapić              | Stadion Miejski Legii Warszawa im. Marszałka Józefa Piłsudskiego, Warszawa Widzów: 21 841 Sędzia: Patryk Gryckiewicz (Toruń) |
| 17:30             | Oyedele 88'                        | (1:1) | 22' Chłań · 53' Olsson | Stadion Miejski Legii Warszawa im. Marszałka Józefa Piłsudskiego, Warszawa Widzów: 21 841 Sędzia: Patryk Gryckiewicz (Toruń) |

| 821 kwietnia 2025 | Lech Poznań                | 2:1   | Cracovia                                             |                                                                        |
| 20:15             | Ishak 38' · Sousa 76'      | (1:0) | 70' Kakabadze                                        | Stadion Poznań, Poznań Widzów: 27 708 Sędzia: Szymon Marciniak (Płock) |
| 20:15             | Kozubal 69' · Murawski 90' | (1:0) | 49' Janasik · 82' Bartosz Biedrzycki · 90+2' Minchev | Stadion Poznań, Poznań Widzów: 27 708 Sędzia: Szymon Marciniak (Płock) |

| 922 kwietnia 2025 | Stal Mielec                                     | 0:0   | Górnik Zabrze | |
| 19:00             |                                                 | (0:0) |               | Stadion Miejskiego Ośrodka Sportu i Rekreacji w Mielcu, Mielec Widzów: 4943 Sędzia: Tomasz Musiał (Kraków) |
| 19:00             | Jaunzems 1' · Wlazło 19', 77' · Cavaleiro 45+3' | (0:0) |               | Stadion Miejskiego Ośrodka Sportu i Rekreacji w Mielcu, Mielec Widzów: 4943 Sędzia: Tomasz Musiał (Kraków) |

### 30. kolejka (25 – 28 kwietnia)
| 125 kwietnia 2025 | Puszcza Niepołomice                                   | 4:5   | Pogoń Szczecin                                      |                                                                                                |
| 18:00             | Borges 39' (sam.) · Szymonowicz 46' · Klimek 51', 54' | (1:2) | 5', 45', 60' (k.), 90+3' Kuluris · 69' Wędrychowski | Stadion Cracovii im. Józefa Piłsudskiego, Kraków Widzów: 1800 Sędzia: Łukasz Kuźma (Białystok) |
| 18:00             | Crăciun 12' · Jakub Stec 48' · Barkouski 66', 74'     | (1:2) | 33' Lončar · 74' Borges                             | Stadion Cracovii im. Józefa Piłsudskiego, Kraków Widzów: 1800 Sędzia: Łukasz Kuźma (Białystok) |

| 225 kwietnia 2025 | Raków Częstochowa                              | 3:0   | Śląsk Wrocław | |
| 20:30             | Mosór 20' · Diaz 36' · Braut Brunes 71'        | (2:0) |               | Miejski Stadion Piłkarski Raków w Częstochowie, Częstochowa Widzów: 5500 Sędzia: Bartosz Frankowski (Toruń) |
| 20:30             | 56' Jakub Jezierski · 68' Szota · 82' Kurowski | (2:0) |               | Miejski Stadion Piłkarski Raków w Częstochowie, Częstochowa Widzów: 5500 Sędzia: Bartosz Frankowski (Toruń) |

| 326 kwietnia 2025 | Lechia Gdańsk                         | 3:1   | Piast Gliwice       |                                                                             |
| 14:45             | Bobček 8' · Wjunnyk 44' · Carenko 82' | (2:0) | 54' (sam.) Weirauch | Polsat Plus Arena Gdańsk, Gdańsk Widzów: 9423 Sędzia: Wojciech Myć (Lublin) |
| 14:45             | 88' Piasecki                          | (2:0) |                     | Polsat Plus Arena Gdańsk, Gdańsk Widzów: 9423 Sędzia: Wojciech Myć (Lublin) |

| 426 kwietnia 2025 | Motor Lublin                                | 0:1   | Cracovia                                     |                                                                    |
| 17:30             |                                             | (0:0) | 69' Perković                                 | Arena Lublin, Lublin Widzów: 14 777 Sędzia: Damian Kos (Wejherowo) |
| 17:30             | Samper 31', 49' · Scalet 57' · Najemski 85' | (0:0) | 43' Ghiță · 63', 90+5' Kakabadze · 73' Rózga | Arena Lublin, Lublin Widzów: 14 777 Sędzia: Damian Kos (Wejherowo) |

| 526 kwietnia 2025 | GKS Katowice                 | 1:3   | Legia Warszawa                           |                                                                                     |
| 20:15             | Szymczak 63'                 | (0:2) | 15' Gonçalves · 18' Szkuryn · 90+3' Gual | Stadion Miejski w Katowicach, Katowice Widzów: 14 611 Sędzia: Karol Arys (Szczecin) |
| 20:15             | 65' Ziółkowski · 72' Oyedele | (0:2) |                                          | Stadion Miejski w Katowicach, Katowice Widzów: 14 611 Sędzia: Karol Arys (Szczecin) |

| 627 kwietnia 2025 | Korona Kielce                                | 3:1   | Jagiellonia Białystok                     |                                                                          |
| 12:15             | Szykauka 45+6' · Resta 49' · Fornalczyk 59'  | (1:1) | 24' (k.) Pululu                           | Exbud Arena, Kielce Widzów: 14 165 Sędzia: Tomasz Kwiatkowski (Warszawa) |
| 12:15             | Matuszewski 28' · Długosz 64' · Trojak 90+4' | (1:1) | 36' Pululu · 69' Moutinho · 84' Romanczuk | Exbud Arena, Kielce Widzów: 14 165 Sędzia: Tomasz Kwiatkowski (Warszawa) |

| 727 kwietnia 2025 | Górnik Zabrze          | 0:0   | Widzew Łódź           |                                                                                  |
| 14:45             |                        | (0:0) |                       | Stadion im. Ernesta Pohla, Zabrze Widzów: 18 441 Sędzia: Marcin Kochanek (Opole) |
| 14:45             | Kmeť 77' · Janicki 78' | (0:0) | 48' Tupta · 79' Shehu | Stadion im. Ernesta Pohla, Zabrze Widzów: 18 441 Sędzia: Marcin Kochanek (Opole) |

| 827 kwietnia 2025 | Radomiak Radom             | 2:2   | Lech Poznań             |                                                                             |
| 17:30             | Capita 79' · Tapsoba 90+1' | (0:2) | 5' Ishak · 34' Jagiełło | Stadion im. Braci Czachorów, Radom Widzów: 8317 Sędzia: Piotr Lasyk (Bytom) |

| 928 kwietnia 2025 | Zagłębie Lubin                                          | 2:2   | Stal Mielec              |                                                                              |
| 19:00             | Kurminowski 27' · Kłudka 66'                            | (1:0) | 55' Jaunzems · 65' Dadok | Stadion Zagłębia Lubin, Lubin Widzów: 3873 Sędzia: Sebastian Krasny (Kraków) |
| 19:00             | Jakub Kolan 8' · Szmyt 34' · Nalepa 43' · Radwański 54' | (1:0) | 83' Senger               | Stadion Zagłębia Lubin, Lubin Widzów: 3873 Sędzia: Sebastian Krasny (Kraków) |

### 31. kolejka (3 – 5, 14, 15 maja)
| 13 maja 2025 | Stal Mielec | 0:2   | Raków Częstochowa             | |
| 14:45        |             | (0:0) | 73' Baráth · 82' Braut Brunes | Stadion Miejskiego Ośrodka Sportu i Rekreacji w Mielcu, Mielec Widzów: 5893 Sędzia: Patryk Gryckiewicz (Toruń) |

| 23 maja 2025 | Śląsk Wrocław                                             | 3:1   | Zagłębie Lubin                |                                                                             |
| 17:30        | Szota 30' · Al Hamlawi 64' · Jakub Jezierski 81'          | (1:0) | 47' Radwański                 | Tarczyński Arena, Wrocław Widzów: 29 987 Sędzia: Bartosz Frankowski (Toruń) |
| 17:30        | Paluszek 41' · Jasper 61' · Żukowski 85' · Llinares 90+1' | (1:0) | 63' Radwański · 84' Michalski | Tarczyński Arena, Wrocław Widzów: 29 987 Sędzia: Bartosz Frankowski (Toruń) |

| 33 maja 2025 | Lech Poznań                                                                          | 8:1   | Puszcza Niepołomice |                                                                     |
| 20:15        | Gholizadeh 3', 14' · Ishak 16', 56' · Sousa 32', 35' · Kornel Lisman 64' · Hotić 82' | (5:1) | 21' Atanasow        | Stadion Poznań, Poznań Widzów: 25 226 Sędzia: Karol Arys (Szczecin) |

| 44 maja 2025 | Piast Gliwice           | 0:0   | Radomiak Radom |                                                                           |
| 12:15        |                         | (0:0) |                | Stadion Miejski, Gliwice Widzów: 4045 Sędzia: Paweł Raczkowski (Warszawa) |
| 12:15        | Jirka 52' · Dziczek 89' | (0:0) |                | Stadion Miejski, Gliwice Widzów: 4045 Sędzia: Paweł Raczkowski (Warszawa) |

| 54 maja 2025 | Cracovia    | 0:2   | Lechia Gdańsk                |                                                                                             |
| 14:45        |             | (0:0) | 49' Chłań · 87' (k.) Żelizko | Stadion Cracovii im. Józefa Piłsudskiego, Kraków Widzów: 11 303 Sędzia: Piotr Lasyk (Bytom) |
| 14:45        | Hasić 90+3' | (0:0) |                              | Stadion Cracovii im. Józefa Piłsudskiego, Kraków Widzów: 11 303 Sędzia: Piotr Lasyk (Bytom) |

| 64 maja 2025 | Jagiellonia Białystok | 1:1   | Górnik Zabrze           |                                                                                |
| 17:30        | Pietuszewski 20'      | (1:1) | 34' Szcześniak          | Stadion Miejski, Białystok Widzów: 19 070 Sędzia: Jarosław Przybył (Kluczbork) |
| 17:30        | Moutinho 33'          | (1:1) | 30' Prebsl · 72' Liseth | Stadion Miejski, Białystok Widzów: 19 070 Sędzia: Jarosław Przybył (Kluczbork) |

| 75 maja 2025 | Korona Kielce                 | 2:1   | GKS Katowice |                                                                      |
| 19:00        | Szykauka 45+1' · Błanik 90+4' | (1:0) | 83' Repka    | Exbud Arena, Kielce Widzów: 10 905 Sędzia: Piotr Rzucidło (Warszawa) |
| 19:00        | 44', 90+1' Repka              | (1:0) |              | Exbud Arena, Kielce Widzów: 10 905 Sędzia: Piotr Rzucidło (Warszawa) |

| 814 maja 2025 | Pogoń Szczecin                    | 3:0   | Motor Lublin                 | |
| 20:30         | Grosicki 43', 52' · Koulouris 76' | (1:0) |                              | Stadion Miejski im. Floriana Krygiera, Szczecin Widzów: 13 662 Sędzia: Jarosław Przybył (Kluczbork) |
| 20:30         | Koutris 41'                       | (1:0) | 37' Matthys · 84' van Hoeven | Stadion Miejski im. Floriana Krygiera, Szczecin Widzów: 13 662 Sędzia: Jarosław Przybył (Kluczbork) |

| 915 maja 2025 | Widzew Łódź    | 0:2   | Legia Warszawa                                                                                    |                                                                       |
| 20:30         |                | (0:2) | 17' Morishita · 34' Gual                                                                          | Stadion Widzewa Łódź, Łódź Widzów: Piotr Lasyk (Bytom) Sędzia: 17 492 |
| 20:30         | Juan Ibiza 62' | (0:2) | 19', 90+4' Morishita · 52' Gonçalves · 55' Kapuadi · 72' Luquinhas · 90+1' Kun · 90+3' Ziółkowski | Stadion Widzewa Łódź, Łódź Widzów: Piotr Lasyk (Bytom) Sędzia: 17 492 |

### 32. kolejka (9 – 12 maja)
| 19 maja 2025 | Motor Lublin                | 1:4   | Piast Gliwice                                 |                                                                |
| 18:00        | Augustin 3'                 | (1:2) | 28', 31' (k.) Huk · 59' Chrapek · 68' Rosołek | Arena Lublin, Lublin Widzów: 13 344 Sędzia: Paweł Malec (Łódź) |
| 18:00        | Ndiaye 24' · Najemski 90+1' | (1:2) | 90' Levis Pitan                               | Arena Lublin, Lublin Widzów: 13 344 Sędzia: Paweł Malec (Łódź) |

| 29 maja 2025 | Górnik Zabrze                    | 2:0   | Śląsk Wrocław       |                                                                                   |
| 20:30        | Janža 15' · Dominik Sarapata 77' | (1:0) |                     | Stadion im. Ernesta Pohla, Zabrze Widzów: 13 428 Sędzia: Szymon Marciniak (Płock) |
| 20:30        | Kmeť 11'                         | (1:0) | 51' Jakub Jezierski | Stadion im. Ernesta Pohla, Zabrze Widzów: 13 428 Sędzia: Szymon Marciniak (Płock) |

| 310 maja 2025 | Radomiak Radom           | 2:0   | Pogoń Szczecin |                                                                                   |
| 14:45         | Burch 2' · Perotti 90+3' | (1:0) |                | Stadion im. Braci Czachorów, Radom Widzów: 8210 Sędzia: Sebastian Krasny (Kraków) |
| 14:45         | Agouzoul 90'             | (1:0) | 18' Kuluris    | Stadion im. Braci Czachorów, Radom Widzów: 8210 Sędzia: Sebastian Krasny (Kraków) |

| 410 maja 2025 | Zagłębie Lubin              | 2:1   | Widzew Łódź |                                                                            |
| 17:30         | Pieńko 27' · Orlikowski 43' | (2:1) | 32' Żyro    | Stadion Zagłębia Lubin, Lubin Widzów: 5892 Sędzia: Marcin Kochanek (Opole) |

| 510 maja 2025 | Raków Częstochowa            | 1:2   | Jagiellonia Białystok                   | |
| 20:15         | López 28'                    | (1:1) | 45+4' (k), 82' (k) Pululu               | Miejski Stadion Piłkarski Raków w Częstochowie, Częstochowa Widzów: 5500 Sędzia: Paweł Raczkowski (Warszawa) |
| 20:15         | Tudor 9', 56' · Baráth 90+1' | (1:1) | 65' Wojtuszek · 75' Imaz · 90+6' Pululu | Miejski Stadion Piłkarski Raków w Częstochowie, Częstochowa Widzów: 5500 Sędzia: Paweł Raczkowski (Warszawa) |

| 611 maja 2025 | Lechia Gdańsk                                    | 3:2   | Korona Kielce    |                                                                                  |
| 12:15         | Wjunnyk 18' (k) · Żelizko 45+5' · Sezonienko 90' | (2:0) | 50', 60' Długosz | Polsat Plus Arena Gdańsk, Gdańsk Widzów: 13 507 Sędzia: Łukasz Kuźma (Białystok) |
| 12:15         | Chłań 40' · Wjunnyk 58'                          | (2:0) | 68' Nono         | Polsat Plus Arena Gdańsk, Gdańsk Widzów: 13 507 Sędzia: Łukasz Kuźma (Białystok) |

| 711 maja 2025 | GKS Katowice         | 2:1   | Cracovia      |                                                                                          |
| 14:45         | Kuusk 2' · Repka 78' | (1:1) | 36' Al-Ammari | Stadion Miejski w Katowicach, Katowice Widzów: 13 853 Sędzia: Patryk Gryckiewicz (Toruń) |
| 14:45         | 18' Perković         | (1:1) |               | Stadion Miejski w Katowicach, Katowice Widzów: 13 853 Sędzia: Patryk Gryckiewicz (Toruń) |

| 811 maja 2025 | Legia Warszawa               | 0:1   | Lech Poznań               | |
| 17:30         |                              | (0:0) | 77' Gholizadeh            | Stadion Miejski Legii Warszawa im. Marszałka Józefa Piłsudskiego, Warszawa Widzów: 27 341 Sędzia: Wojciech Myć (Lublin) |
| 17:30         | Vinagre 45+8' · Elitim 90+2' | (0:0) | 32' Gurgul · 45+10' Hotić | Stadion Miejski Legii Warszawa im. Marszałka Józefa Piłsudskiego, Warszawa Widzów: 27 341 Sędzia: Wojciech Myć (Lublin) |

| 912 maja 2025 | Puszcza Niepołomice                           | 2:3   | Stal Mielec                                   | |
| 19:00         | Barkouski 51' · Atanasow 70'                  | (0:3) | 5' Guillaumier · 25' Matras · 37' (k.) Wlazło | Stadion Cracovii im. Józefa Piłsudskiego, Kraków Widzów: 2000 Sędzia: Tomasz Kwiatkowski (Warszawa) |
| 19:00         | Stępień 21' · Jakub Stec 53' · Abramowicz 56' | (0:3) | 59' Knap                                      | Stadion Cracovii im. Józefa Piłsudskiego, Kraków Widzów: 2000 Sędzia: Tomasz Kwiatkowski (Warszawa) |

### 33. kolejka (16 – 19 maja)
| 116 maja 2025 | Stal Mielec                     | 2:2   | Radomiak Radom                        | |
| 18:00         | Cavaleiro 45' · Guillaumier 73' | (1:1) | 15' Henrique · 80' (sam.) Wolsztyński | Stadion Miejskiego Ośrodka Sportu i Rekreacji w Mielcu, Mielec Widzów: 4418 Sędzia: Tomasz Marciniak (Płock) |
| 18:00         | 43' Ouattara · 90+4' Capita     | (1:1) |                                       | Stadion Miejskiego Ośrodka Sportu i Rekreacji w Mielcu, Mielec Widzów: 4418 Sędzia: Tomasz Marciniak (Płock) |

| 216 maja 2025 | Śląsk Wrocław | 1:1   | Jagiellonia Białystok |                                                                        |
| 20:30         | Macenko 54'   | (0:0) | 66' Imaz              | Tarczyński Arena, Wrocław Widzów: 20 393 Sędzia: Karol Arys (Szczecin) |
| 20:30         | Ortiz 90+3'   | (0:0) | 67' Moutinho          | Tarczyński Arena, Wrocław Widzów: 20 393 Sędzia: Karol Arys (Szczecin) |

| 317 maja 2025 | Pogoń Szczecin                                            | 3:3   | Lechia Gdańsk                                      |                                                                                                   |
| 14:45         | Olsson 32' (sam.) · Ulvestad 45' · Koulouris 72'          | (2:2) | 6' Sezonienko · 39' Żelizko · 90' Michał Głogowski | Stadion Miejski im. Floriana Krygiera, Szczecin Widzów: 19 917 Sędzia: Patryk Gryckiewicz (Toruń) |
| 14:45         | Wahlqvist 31' · Przyborek 54' · Luizão 68' · Ulvestad 68' | (2:2) | 65' Pllana · 69' Kapić                             | Stadion Miejski im. Floriana Krygiera, Szczecin Widzów: 19 917 Sędzia: Patryk Gryckiewicz (Toruń) |

| 417 maja 2025 | Piast Gliwice             | 2:0   | Górnik Zabrze                                                       |                                                                            |
| 17:30         | Huk 22' · Czerwiński 73'  | (1:0) |                                                                     | Stadion Miejski, Gliwice Widzów: 9361 Sędzia: Jarosław Przybył (Kluczbork) |
| 17:30         | Huk 70' · Tomasiewicz 82' | (1:0) | 50' Dominik Sarapata · 62' Hellebrand · 78' Szcześniak · 82' Liseth | Stadion Miejski, Gliwice Widzów: 9361 Sędzia: Jarosław Przybył (Kluczbork) |

| 517 maja 2025 | Korona Kielce                                              | 1:1   | Raków Częstochowa |                                                                  |
| 20:15         | Długosz 12'                                                | (1:0) | 57' (k) Brunes    | Exbud Arena, Kielce Widzów: 14 127 Sędzia: Wojciech Myć (Lublin) |
| 20:15         | Rafał Mamla 90+2' · Daniel Bąk 90+3' · Hubert Zwoźny 90+3' | (1:0) | 72' Amorim        | Exbud Arena, Kielce Widzów: 14 127 Sędzia: Wojciech Myć (Lublin) |

| 618 maja 2025 | Motor Lublin            | 1:0   | Zagłębie Lubin |                                                                           |
| 12:15         | Mráz 1'                 | (1:0) |                | Arena Lublin, Lublin Widzów: 12 265 Sędzia: Mateusz Piszczelok (Katowice) |
| 12:15         | Scalet 62' · Król 90+2' | (1:0) |                | Arena Lublin, Lublin Widzów: 12 265 Sędzia: Mateusz Piszczelok (Katowice) |

| 718 maja 2025 | Cracovia                                 | 3:1   | Legia Warszawa                                                 | |
| 14:45         | Rózga 19' · Källman 55' · Henriksson 69' | (1:1) | 21' Szkuryn                                                    | Stadion Cracovii im. Józefa Piłsudskiego, Kraków Widzów: 13 709 Sędzia: Damian Sylwestrzak (Wrocław) |
| 14:45         | Perković 42' · Källman 65'               | (1:1) | 34' Ziółkowski · 45+2' Oyedele · 70' Jędrzejczyk · 84' Kapuadi | Stadion Cracovii im. Józefa Piłsudskiego, Kraków Widzów: 13 709 Sędzia: Damian Sylwestrzak (Wrocław) |

| 818 maja 2025 | GKS Katowice                                 | 2:2   | Lech Poznań                 |                                                                                  |
| 17:30         | Repka 14' · Nowak 59'                        | (1:1) | 43' Wålemark · 76' González | Stadion GKS Katowice, Katowice Widzów: 14 325 Sędzia: Bartosz Frankowski (Toruń) |
| 17:30         | Jędrych 49' · Wasielewski 58' · Marzec 90+4' | (1:1) | 33' Wålemark · 90+1' Milić  | Stadion GKS Katowice, Katowice Widzów: 14 325 Sędzia: Bartosz Frankowski (Toruń) |

| 919 maja 2025 | Widzew Łódź                         | 2:0   | Puszcza Niepołomice       |                                                                              |
| 19:00         | Tupta 61' · Álvarez 87'             | (0:0) |                           | Stadion Widzewa Łódź, Łódź Widzów: 15 879 Sędzia: Grzegorz Kawałko (Olsztyn) |
| 19:00         | Shehu 45' · Paweł Kwiatkowski 90+3' | (0:0) | 44' Sołowiej · 74' Klimek | Stadion Widzewa Łódź, Łódź Widzów: 15 879 Sędzia: Grzegorz Kawałko (Olsztyn) |

### 34. kolejka (24 maja)
| 124 maja 2025 | Górnik Zabrze                                 | 1:1   | Korona Kielce                        |                                                                                    |
| 17:30         | Zahovič 90+4'                                 | (0:0) | 79' Błanik                           | Stadion im. Ernesta Pohla, Zabrze Widzów: 21 152 Sędzia: Piotr Rzucidło (Warszawa) |
| 17:30         | Ousmane Sow 43' · Ismaheel 55' · Olkowski 88' | (0:0) | 77' Długosz · 88' Nono · 89' Sotiriu | Stadion im. Ernesta Pohla, Zabrze Widzów: 21 152 Sędzia: Piotr Rzucidło (Warszawa) |

| 224 maja 2025 | Jagiellonia Białystok             | 1:1   | Pogoń Szczecin                                              |                                                                         |
| 17:30         | Wojtuszek 71'                     | (0:1) | 32' Koulouris                                               | Stadion Miejski, Białystok Widzów: 20 607 Sędzia: Wojciech Myć (Lublin) |
| 17:30         | Pietuszewski 79' · Skrzypczak 88' | (0:1) | 27' Ulvestad · 72' Wahlqvist · 80' Lončar · 90+2' Smoliński | Stadion Miejski, Białystok Widzów: 20 607 Sędzia: Wojciech Myć (Lublin) |

| 324 maja 2025 | Lech Poznań   | 1:0   | Piast Gliwice |                                                                        |
| 17:30         | Sousa 39'     | (1:0) |               | Stadion Poznań, Poznań Widzów: 41 109 Sędzia: Szymon Marciniak (Płock) |
| 17:30         | Periera 90+2' | (1:0) | 90+1' Chrapek | Stadion Poznań, Poznań Widzów: 41 109 Sędzia: Szymon Marciniak (Płock) |

| 424 maja 2025 | Lechia Gdańsk                                   | 2:3   | GKS Katowice                                  |                                                                                 |
| 17:30         | Sezonienko 24' · Chłań 65'                      | (1:1) | 10' Szymczak · 75' Repka · 85' (sam.) Kałahur | Polsat Plus Arena Gdańsk, Gdańsk Widzów: 15 000 Sędzia: Jacek Małyszek (Lublin) |
| 17:30         | Michał Głogowski 67' · Mena 77' · Kałahur 90+3' | (1:1) |                                               | Polsat Plus Arena Gdańsk, Gdańsk Widzów: 15 000 Sędzia: Jacek Małyszek (Lublin) |

| 524 maja 2025 | Legia Warszawa            | 2:2   | Stal Mielec                                  | |
| 17:30         | Pekhart 64' · Wszołek 79' | (0:0) | 57' (k) Wolsztyński · 77' Matras             | Stadion Miejski Legii Warszawa im. Marszałka Józefa Piłsudskiego, Warszawa Widzów: 25 344 Sędzia: Marcin Kochanek (Opole) |
| 17:30         | Jędrzejczyk 90+4'         | (0:0) | 71' Wolsztyński · 87' Matras · 90+4' Jałocha | Stadion Miejski Legii Warszawa im. Marszałka Józefa Piłsudskiego, Warszawa Widzów: 25 344 Sędzia: Marcin Kochanek (Opole) |

| 624 maja 2025 | Puszcza Niepołomice        | 1:1   | Śląsk Wrocław  |                                                                                           |
| 17:30         | Sołowiej 26'               | (1:0) | 66' Al Hamlawi | Stadion Cracovii im. Józefa Piłsudskiego, Kraków Widzów: 1983 Sędzia: Damian Kos (Gdańsk) |
| 17:30         | Stępień 80' · Tomalski 83' | (1:0) | 90' Kurowski   | Stadion Cracovii im. Józefa Piłsudskiego, Kraków Widzów: 1983 Sędzia: Damian Kos (Gdańsk) |

| 724 maja 2025 | Radomiak Radom                           | 2:3   | Motor Lublin                                               |                                                                                |
| 17:30         | Henrique 47' · Leândro 83'               | (0:1) | 14' Ndiaye · 53', 57' Mráz                                 | Stadion im. Braci Czachorów, Radom Widzów: 8555 Sędzia: Tomasz Musiał (Kraków) |
| 17:30         | Alves 30' · Perotti 45+3' · Agouzoul 56' | (0:1) | 59' Bright Ede · 90+5' Scalet · 90+6' Kruk · 90+7' Tratnik | Stadion im. Braci Czachorów, Radom Widzów: 8555 Sędzia: Tomasz Musiał (Kraków) |

| 824 maja 2025 | Raków Częstochowa                                          | 2:1   | Widzew Łódź                                 | |
| 17:30         | Brunes 45+9' (k) · Makuch 46'                              | (1:0) | 82' Marcel Krajewski                        | Miejski Stadion Piłkarski Raków w Częstochowie, Częstochowa Widzów: 5500 Sędzia: Tomasz Kwiatkowski (Warszawa) |
| 17:30         | Berggren 45+5' · Baráth 58' · Arsenić 67' · Tudor 68', 75' | (1:0) | 8' Therkildsen · 13' Hanousek · 45+8' Shehu | Miejski Stadion Piłkarski Raków w Częstochowie, Częstochowa Widzów: 5500 Sędzia: Tomasz Kwiatkowski (Warszawa) |

| 924 maja 2025 | Zagłębie Lubin | 1:2   | Cracovia                  |                                                                           |
| 17:30         | Dąbrowski 47'  | (0:2) | 27' Hasić · 42' Perković  | Stadion Zagłębia Lubin, Lubin Widzów: 5441 Sędzia: Łukasz Karski (Słupsk) |
| 17:30         | Ćorluka 58'    | (0:2) | 74' Al-Ammari · 78' Rózga | Stadion Zagłębia Lubin, Lubin Widzów: 5441 Sędzia: Łukasz Karski (Słupsk) |